# NGC 4634
NGC 4634 (другие обозначения — UGC 7875, IRAS12401+1434, MCG 3-32-86, ZWG 100.2, ZWG 99.112, VCC 1932, KCPG 351B, PGC 42707) — спиральная галактика с перемычкой (SBc) в созвездии Волосы Вероники.
Этот объект входит в число перечисленных в оригинальной редакции «Нового общего каталога».
Галактика взаимодействует с соседней спиральной галактикой NGC 4633, которая заметно искривляет её плоскость.